# شون ميخائيل بيكر
شون ميخائيل بيكر (بالإنجليزية: Sean Michael Becker)‏ هو مخرج أمريكي، ولد في 17 فبراير 1981 في سان خوسيه في الولايات المتحدة.

## وصلات خارجية
- شون ميخائيل بيكر على موقع IMDb (الإنجليزية)
- شون ميخائيل بيكر على موقع قاعدة بيانات الفيلم (الإنجليزية)